# Glypta subcornuta
Glypta subcornuta är en stekelart som beskrevs av Johann Ludwig Christian Gravenhorst 1829. Glypta subcornuta ingår i släktet Glypta och familjen brokparasitsteklar. Inga underarter finns listade i Catalogue of Life.